# Spyrídon Chazápis
Spyrídon Chazápis (en grec moderne : Σπυρίδων Χαζάπης), né en 1872 à Andros, est un marin et nageur grec. 
Il remporte une médaille d'argent olympique dans l'épreuve de 100 m nage libre pour marins aux Jeux olympiques d'été de 1896 à Athènes.